# Cirque Plume
 (novembre 2018).
Si vous disposez d'ouvrages ou d'articles de référence ou si vous connaissez des sites web de qualité traitant du thème abordé ici, merci de compléter l'article en donnant les références utiles à sa vérifiabilité et en les liant à la section « Notes et références ».

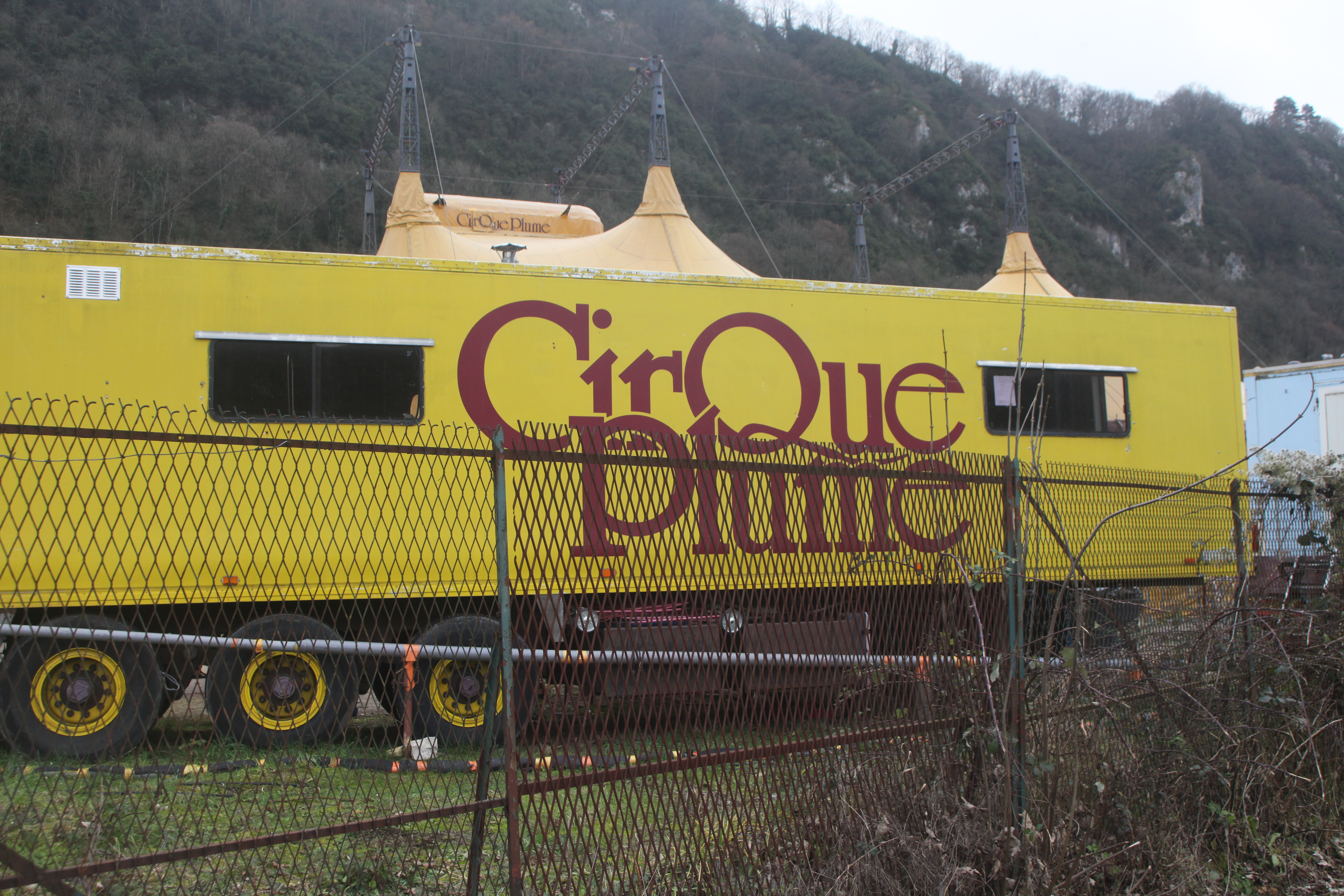
Les loges du cirque Plume

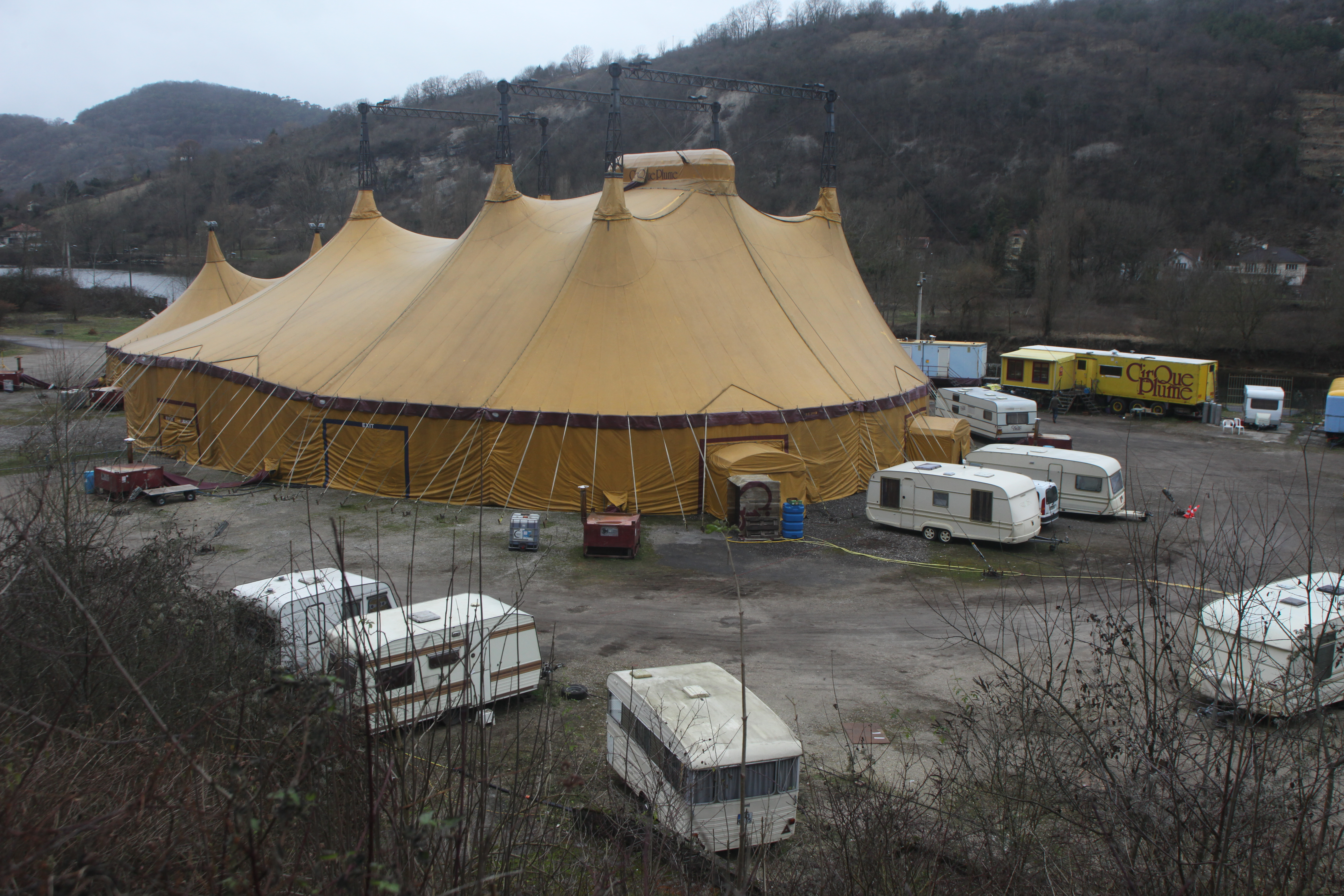
Le cirque Plume

Le Cirque Plume est une compagnie de cirque créée en 1984 par un groupe de musiciens, bonimenteurs et jongleurs franc-comtois. 

## Historique
Le noyau de la troupe se constitue en 1980 au hasard d'un festival jurassien promouvant le renouveau des arts de la rue, « la Falaise des Fous ». Ils répètent à cette époque dans des installations précaires, et créent en décembre 1983, sous un chapiteau prêté par le « Théâtre des Manches à Balais », leur premier spectacle, Amour, jonglage et falbalas.
Aux débuts de l'année 1984 ils sont neuf : Hervé Canaud, Michèle Faivre, Vincent Filliozat, Jean-Marie Jacquet, Bernard et Pierre Kudlak, Jacques Marquès, Robert Miny et Brigitte Sepaser.
En 1986, le Cirque Plume participe au Festival Off d'Avignon. Les conditions matérielles, financières et d'organisation de la troupe s'améliorent (spécialisation dans les tâches de travail, achat de chapiteaux et de gradins et embauche d'un administrateur). 
En 1988, avec Spectacle de Cirque et de Merveilles, il commence ses tournées nationales et internationales (Tunisie, Maroc, Belgique et Suisse).
En 1989, le Cirque Plume se voit couronné par le Grand Prix national du cirque et celui du Cirque de référence du ministère de la culture. Bernard Kudlak, devenu directeur artistique de la compagnie est élu vice-président de l'Association Nationale pour les Arts du Cirque (ANDAC) en 1991.
En 1993, la Société des auteurs et compositeurs dramatiques ( SACD), attribue au Cirque Plume, la bourse de l'association Beaumarchais pour leur spectacle Toiles. C'est la première fois qu'elle est attribuée  à une œuvre circassienne. La musique de Toiles fait l'objet d'une commande d'État à Robert Miny, Le maestro, compositeur de toutes les musiques des spectacles du Cirque Plume.
En 2012,  Robert Miny, cofondateur de la compagnie, compositeur des musiques des spectacles, chef d'orchestre, musicien (piano, accordéon, guitare) et artiste de tous les spectacles de la compagnie depuis son origine, décède le 1er mars. C'est Benoit Schick (remplaçant de Robert Miny depuis la tournée de Plic Ploc) qui sera le compositeur des musiques du spectacle suivant.
En 2018, Plume tourne une dernière fois à Paris et demeure à l'affiche de la Grande Halle de La Villette du 26 septembre au 30 décembre avec La dernière saison. Il s'agit des dernières représentations du Cirque Plume à Paris. La troupe prendra sa retraite fin 2020 après d'ultimes représentations à Besançon, sa ville d'origine.

Le 18 septembre 2020 , le cirque, malmené lui aussi par la pandémie de covid-19, annonce l'annulation de sa dernière saison dont les représentations devaient avoir lieu d'octobre à décembre 2020.

## Œuvres
- 1984 : Amour, jonglage et falbalas
- 1988 : Spectacle de Cirque et de Merveilles
- 1991 : No Animo Mas Anima
- 1993 : Toiles
- 1996 : L'harmonie est elle municipale?
- 1999 : Mélanges (opéra plume)
- 2002 : Récréation
- 2004 : Plic Ploc
- 2009 : L'Atelier du peintre
- 2013 : Tempus fugit ? une ballade sur le chemin perdu
- 2017 : La dernière saison[3]

#### Sur le Cirque Plume
- Perton Yves, Cirque Plume, photos en noir et blanc, préface de Claude Piéplu, éditions SO.A.C.D., 1998  (ISBN 9782951549814)
- Kudlak Bernard, Cirque Plume : carnets de créations de Plic Ploc, édition du Layeur, 2006  (ISBN 2915118531)
- Gwénola David, Cirque Plume, Actes Sud/ CNAC, 2010  (ISBN 2742787445) voir un extrait
- Bauer, Trois mois parmi les Plume : la création du spectacle vue par un dessinateur, éditions SO.A.C.D., 2010  (ISBN 978-2-9515498-3-8)
- Bauer, Au fil de la Plume - Tempus fugit ? la 10e création du Cirque Plume vue par un dessinateur, éditions SO.A.C.D. 2014  (ISBN 978-2-9515498-4-5)
- Kudlak Bernard, Abécédaire du Cirque Plume (Textes écrits sur 30 ans d'aventure de la compagnie), éditions SO.A.C.D. 2014  (ISBN 978-2-9515498-5-2)

#### Filmographie
- Les Plume font leur cirque, France, 1994, Christophe De Ponfilly, Interscoop - France 3
- Un rêve de cirque, France, 2002, Charles Picq, cinétévé Arte France - France 3 - CNDP
- Les Plume en Récréation, coll. Quels cirques !, France 3 - TV 5, 2002, Thierry Marchadier, 1+1 Production
- In Progress (documentaire sur la création de Plic Ploc), France, 2005, Antoine Page, SO.A.C.D.
- L'atelier du Cirque Plume (documentaire sur la création de L'atelier du peintre), France, 2009, Antoine Page, SO.A.C.D.
- La dernière saison du Cirque Plume (documentaire sur la création de La dernière saison), France, 2017, Antoine Page, SOACD.
- La grande aventure du Cirque Plume (documentaire sur l'histoire de la compagnie), France, 2020, Antoine Page, SOACD[4]

#### Discographie
Le Cirque Plume (SO.A.C.D) produit et distribue la musique de tous les spectacles.
Composés par Robert Miny :
- No Animo Mas Anima, SOACD Production, 1991
- Toiles, SOACD Production, 1994
- L'harmonie est-elle municipale ?, SOACD Production, 1996
- Mélanges (opéra plume), SOACD Production, 1999
- Récréation... et autres nouvelles, SOACD Production, 2002
- Plic Ploc, SOACD Production, 2004
- L'Atelier du peintre, SOACD Production, 2009

Composé par Benoit Schick : 
- Tempus fugit ? une ballade sur le chemin perdu, SOACD Production, 2013
- La dernière saison, SOACD Production, 2017